# Réforme de la pensée en Chine

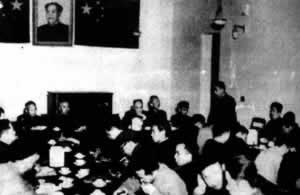
Académie des Sciences de Chine, vers 1950. Auteur inconnu.

La réforme de la pensée en Chine (chinois: 思想改造; pinyin: sīxiǎng gǎizào) également connue sous le nom de remodelage idéologique ou de réforme idéologique est une campagne du Parti communiste chinois pour réformer la pensée des citoyens chinois pour qu'ils acceptent le marxisme-léninisme et la pensée de Mao Zedong de 1951 à 1952. Les techniques employées incluaient la mise en place des laogai, l'endoctrinement, les « sessions de lutte », la propagande, la critique et l'auto-critique, et une variété d'autres techniques.

## Présentation
L'issue de la guerre civile entre le Kuomintang et le Parti communiste chinois est une victoire communiste, avec la proclamation le 1er octobre 1949 de la république populaire de Chine par Mao Zedong. En 1950 a lieu la réforme agraire qui consiste à destituer les propriétaires terriens afin de redistribuer les terres aux paysans. Suivent quelques campagnes de lutte contre les éléments jugés contre-révolutionnaires. Les camps de travail, les laogai, sur le modèle du Goulag soviétique, se multiplient.
Mao Zedong prône la rééducation des éléments déviants par le travail : « Le grand nombre de criminels emprisonnés qui attendent d'être jugés, constitue une importante force de travail. Pour les rééduquer, résoudre le problème de l'encombrement des prisons et ne pas permettre que les contre-révolutionnaires emprisonnés soient nourris à ne rien faire; il faut immédiatement instituer un système de rééducation par le travail ».
La propagande communiste a pour objectif essentiel l'éducation ou la rééducation idéologique du peuple chinois. La domination idéologique du Parti communiste doit concerner chaque individu. Mais ce sont les Chinois dont le sens critique est le plus développé qui sont visés en premier, à savoir les intellectuels et la bourgeoisie libérale. Il leur est appliqué la « réforme de la pensée ». Celle-ci est un lavage de cerveau obtenu par une multitude de moyens : dénonciation, enseignement idéologique, insultes, pressions psychologiques. Les sujets doivent se rallier au marxisme-léninisme pour devenir l'« homme nouveau ».  
Robert Webster Ford, un opérateur radio britannique qui a travaillé au Tibet dans les années 1950, fut arrêté par l'armée chinoise et soumis à des interrogatoires et une réforme de la pensée pendant 5 ans dans les prisons chinoises. Il a décrit son expérience au Tibet dans un livre où il analyse la méthode chinoise de la « réforme de la pensée ».

## À voir